# Po’boy

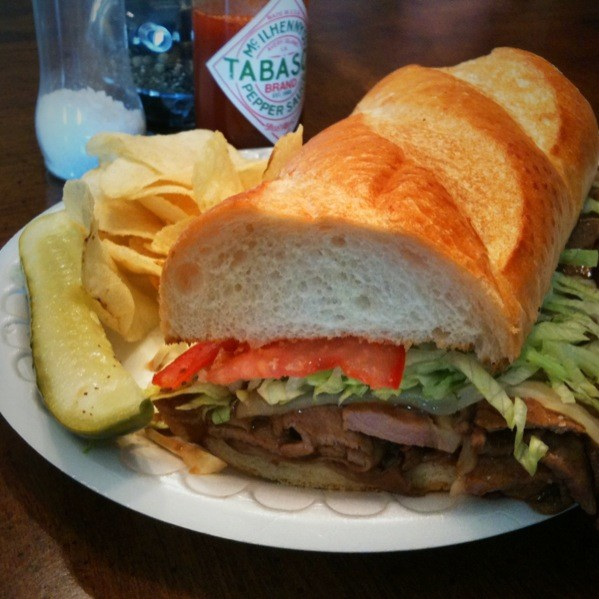
Po' boy

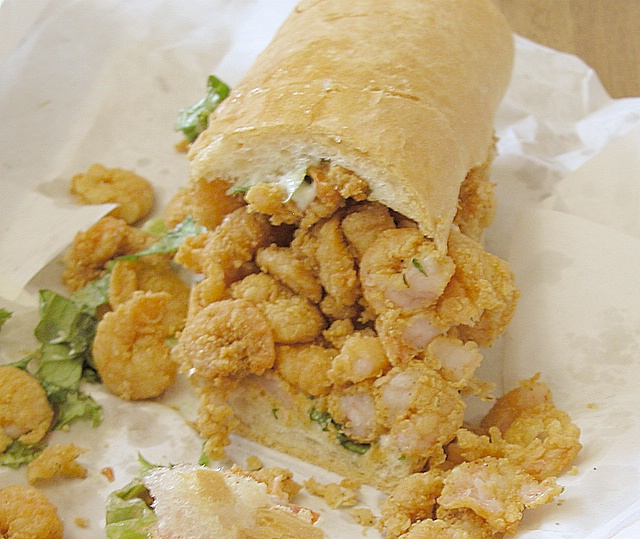
Po' boy mit Shrimps

Das Po’boy oder Po-boy ist ein traditionelles Sandwich der Cajun-Küche aus New Orleans, Louisiana. Der Begriff ist eine slangartige Kurzform von „poor boy“ ("armer Junge").
Erstmals wurde es in den zwanziger Jahren des zwanzigsten Jahrhunderts in den Waterfrontcafés der Stadt New Orleans an Hafen- und Straßenbahnarbeiter als kostengünstiges Sandwich für den „poor boy“ und Variante zum verbreiteten Austernsandwich (Oyster Loaf) serviert. Der Begriff „poor boy“ wurde in der Zeit beispielsweise auch für Waisenkinder genutzt. Die Geschichte des Po’boy ist eng mit dem Nahverkehrsstreik (1929) der Stadt verbunden.
Ein Po’boy ist etwa 30 Zentimeter lang, ein „Shorty“ 15 Zentimeter. Es besteht aus einem „French Bread“, das ähnlich dem Baguette eine krosse Kruste und ein weiches Inneres hat. Belegt ist ein Po’boy meist mit Fleisch (zum Beispiel Roastbeef, Hühnchen, Ente), frittiertem Fisch, Krebs oder frittierten Meeresfrüchten (zum Beispiel Shrimps), zusätzlich mit Tomaten und Salat, scharfer Sauce, Senf, Mayonnaise oder sauren Gurken (Pickles). Der Belag kann stark variieren, es ist meist warm gefüllt. Definierend und namensgebend sind nur die oben beschriebene Herkunft und die Basis eines French Bread Sandwiches.